# Abinger
Abinger is een civil parish in het Engelse graafschap Surrey.
Abinger telt 1905 inwoners. Tot de civil parish behoren ook Abinger Hammer, Sutton Abinger, Abinger Common, Forest Green, Walliswood en Oakwood Hill.